# Колишев Євген Федорович
Євген Федорович Колишев (10 грудня 1909, село Верхня Санарка Троїцького повіту Оренбурзької губрнії, тепер Пластовського району Челябінської області, Російська Федерація — 28 квітня 1952, місто Москва, тепер Російська Федерація) — радянський діяч, 1-й секретар Кемеровського обласного комітету ВКП(б). Депутат Верховної ради РРФСР 2-го скликання. Депутат Верховної ради СРСР 3-го скликання.

## Біографія
Народився в селянській родині. З 1918 року працював бороноволоком, пастухом, учнем столяра. З 1923 до 1925 року виховувався в родинах дядька і діда. У 1924—1927 роках — помічник тракториста, тракторист Степного районного комітету селянської взаємодопомоги Уральської області.
Член ВКП(б) з листопада 1927 року.
У 1927—1933 роках — завідувач відділу партійного та комсомольського життя газети «На смену», заступник завідувача відділу культурно-пропагандистської роботи Уральського обласного комітету ВЛКСМ.
У вересні 1933—1935 роках — слухач підготовчого відділення Свердловського інституту марксизму-ленінізму. У 1935—1937 роках — студент Свердловського інституту марксизму-ленінізму, закінчивперший курс.
У 1937—1938 роках — завідувач навчальної частини, викладач Свердловської обласної партійної школи.
У 1938—1939 роках — 2-й секретар, 1-й секретар Ленінського районного комітету ВКП(б) міста Свердловська.
У 1939 році — 3-й секретар Свердловського обласного комітету ВКП(б). У 1939 — березні 1941 року — секретар Свердловського обласного комітету ВКП(б) з пропаганди та агітації. У березні 1941 — 1942 року — 3-й секретар Свердловського обласного комітету ВКП(б).
У 1942—1945 роках — 1-й секретар Нижньо-Тагільського міського комітету ВКП(б) Свердловської області.
У 1945 — квітні 1946 року — відповідальний організатор Управління кадрів ЦК ВКП(б).
25 квітня 1946 — 24 березня 1951 року — 1-й секретар Кемеровського обласного комітету ВКП(б). Одночасно, з квітня 1946 до березня 1950 року — 1-й секретар Кемеровського міського комітету ВКП(б).
12 травня 1951 — 28 квітня 1952 року — заступник голови виконавчого комітету Кіровської обласної ради депутатів трудящих.
Помер 28 квітня 1952 року в Москві. Похований на Ваганьковському цвинтарі.

## Нагороди
- орден Леніна (.04.1945)
- орден Вітчизняної війни ІІ ст. (7.11.1945)
- орден Трудового Червоного Прапора (.02.1943)
- орден Червоної Зірки (.07.1942)
- медалі